# Jacob van Moppes
Jacob van Moppes (Amsterdam, 18 augustus 1876 – Sobibór, 26 maart 1943) was een Nederlands worstelaar. Hij kwam onder andere uit op de Olympische Spelen van 1908.

## Biografie
Van Moppes was van beroep slager. In de periode 1895 tot 1917 won hij twintig toernooien. In 1905 was hij kampioen van Amsterdam. In 1908 was hij deelnemer aan de Olympische Spelen in Londen, waar hij als lichtgewicht uitkwam op het Grieks-Romeins worstelen. Hij verloor in de eerste ronde van József Téger uit Hongarije.
In 1903 was Van Moppes medeoprichter van de Nederlandsche Krachtsportbond. Later werd hij benoemd tot erelid. Van 1895 tot 1934 was hij voorzitter van de krachtsportvereniging "Kracht door Oefening" (KDO). Van Moppes, die van Joodse afkomst was, zette zich in de Tweede Wereldoorlog in voor krachtsporters die getroffen waren door het bombardement op Rotterdam. In 1943 kwam hij op 66-jarige leeftijd om in het vernietigingskamp Sobibór.